# Samuel Caballero
Jorge Samuel Caballero (ur. 24 grudnia 1974 w Puerto Lempira, Honduras) – honduraski piłkarz, grający na pozycji obrońcy. Mierzy 184 cm wzrostu.

## Kariera klubowa
Karierę sportową Caballero zaczął w klubie CD Melgar, skąd w 1994 roku trafił do Olimpii Tegucigalpa. Na swój debiut w klubie musiał poczekać do sezonu 1999/2000, kiedy to piłkarz zaczął regularnie grać w swoim zespole. W ciągu 7 lat gry Caballero rozegrał 66 spotkań i strzelił 11 bramek. Docenili to działacze włoskiego Udinese Calcio, którzy w 2001 pozyskali Caballero. W barwach tego klubu zawodnik rozegrał 25 spotkań i strzelił 2 gole. Po odejściu z klubu Caballero grał w Salernitanie i Club Nacional de Football, ale w tych klubach zawodnik nie doczekał się debiutu.
W 2005 roku Caballero podpisał kontrakt z Chicago Fire, klubem grającym wtedy w amerykańskiej Major League Soccer. W barwach tego klubu rozegrał on 17 spotkań i strzelił jednego gola. W 2006 Caballero został piłkarzem Changchun Yatai, klubu grającego w Chinese Super League. W barwach tego klubu został Mistrzem Chin w roku 2007. Caballero zdobył nagrodę Chińskiej Federacji Piłkarskiej za Piłkarza Roku 2009. Po zakończeniu kontraktu z tym klubem w 2010 roku, Caballero pozostaje bez klubu.

## Kariera reprezentacyjna
W reprezentacji Hondurasu Caballero rozegrał 71 spotkań i strzelił 11 bramek. Z reprezentacją, w której zadebiutował w 1998 roku, wywalczył trzecie miejsce w turnieju Copa América w 2001 roku.